# Visualización de Arquitectura
Visualización de Arquitectura o Infoarquitectura es el proceso de tomar un diseño de arquitectura en 2d, modelarlo en 3d, asignar materialidad, definir una iluminación ambiental, definir efectos de cámara fotográfica y atmósfera, y luego generar una imagen que permite visualizar la intención que el arquitecto quiere comunicar a terceras personas.
Con la tecnología de computadoras actual, es posible crear modelos en tres dimensiones en un espacio virtual, colocar luces y cámaras en las posiciones deseadas, asignar color, forma y textura al diseño de arquitectura, simular condiciones de iluminación real. Estos modelos permiten visualizar inmediatamente no solamente la distribución de la planta, sino muchos factores a la vez, el espacio, la luz y sombra, altura, intersecciones complicadas, separación de elementos, dimensión de los vacíos, proporción de elementos estructurales, y resulta un instrumento invaluable durante la construcción.

## ¿Quién usa esto?
Cuando una oficina de arquitectura va creciendo, necesita cada vez más recursos de mano de obra para poder llevar a cabo los proyectos que emprende. Así el arquitecto principal puede supervisar cada uno de los proyectos que se van desarrollando dentro de la oficina, de esta manera un recurso no se satura con varios proyectos a la vez y puede enfocar toda su creatividad y energía en un solo proyecto, mejorando así la calidad en cada uno de los proyectos realizados. En el equipo puede haber varias personas y cada uno se encarga de distintas partes, pero cada integrante del equipo entiende el proyecto en su totalidad, además cada integrante ayuda a los otros, por medio de su colaboración, a visualizar y desarrollar más profundamente el proyecto. Se asignan uno o más recursos para cada proyecto dependiendo del tamaño del mismo, mientras más grande y complejo es el proyecto, se necesitan más recursos para terminarlo en la fecha de entrega.

## Preparación pre-modelado
Antes de realizar un modelo 3d el arquitecto debe considerar varios factores que van a definir el proceso de creación de este modelo, como las necesidades de los arquitectos directores, y de sus clientes. El proceso también varía dependiendo de la etapa del diseño al momento de iniciar este paso. Un proyecto que está en una fase inicial de diseño se modela con mucho menos detalle que un diseño que ya está muy definido hasta detalles más pequeños. Hay otros factores de tiempo, fechas de entrega, coordinación con otros profesionales fuera de la oficina que rigen la manera es que se va a hacer el modelo. Algunos de estos factores son:
- ¿A qué escala se va a usar este modelo?
- ¿Es necesario modelar todos los interiores? O ¿se va a modelar un espacio interior tipológico en un archivo aparte a otra escala?
- ¿Hay muchas aberturas en las fachadas?
- ¿Es más importante el interior que el exterior?
- ¿Qué tan importante es el contexto en este proyecto? ¿Hay que modelar el entorno? ¿Hasta dónde?
- ¿Es mejor modelar las fachadas como un cajón o modelar cada piso y ubicarlo uno encima del otro?

Éstas son las preguntas más obvias, pero seguramente hay muchas más posibilidades de preguntas según el tipo de proyecto. Dependiendo de las respuestas a estas preguntas se toma la decisión de la manera de modelarlo y hasta que nivel de detalle se va a modelar. Aquí hay muchas posibilidades, debido a que hay muchos factores que pueden marcar la dirección a tomar. Muchas de estas decisiones dependen de la experiencia previa y de la disposición de experimentar nuevas formas de modelar. Al culminar este paso tenemos un modelo básico que necesita ser refinado. Una vez este paso está culminado el modelo pasa a una etapa de exploración por los arquitectos diseñadores. Este modelo o prototipo inicial permite corregir desproporciones que no se ven en 2d, principalmente estéticas. Estas correcciones se realizan en 2d y 3d simultáneamente varias veces hasta que se considere que el modelo se ve proporcionalmente correcto.

## Modelado inicial
El modelo 3d no es solamente una mera herramienta de creación de imagen de mercadeo para vender un proyecto, cada vez son más los estudios de arquitectura que dependen del modelo 3d como una herramienta más para diseñar, desarrollar y visualizar cada uno de los proyectos que realizan, desde la etapa inicial de diseño hasta la culminación del desarrollo, e inclusive durante la construcción de la obra.
Aunque no es un reemplazo de la maqueta física ni la tecnología modelado de información de construcción, el modelo 3d en la etapa de diseño, ayuda a visualizar distintos tipos de estructura, como edificios (interiores y exteriores), paisajes y entornos. Permite prever cómo quedarán estas áreas luego de ser construidas. Este tipo de modelo captura los edificios desde todos los ángulos posibles, permite percibir sus proporciones, forma, color, textura. Facilita la realización de múltiples prototipos de un proyecto y permite a los arquitectos y diseñadores buscar la forma más eficiente de abordar el diseño y aproximarse cada vez más al equilibrio perfecto entre estética, funcionalidad, eficiencia y presupuesto.

### Ventajas de los Modelos 3d
- Muestra rápidamente si una idea de diseño es viable.
- Permite encontrar y corregir errores en los diseños 2d.
- Mejora la calidad del proceso de diseño.
- Reduce errores costosos.
- Es más realista que los dibujos 2d.
- Mejora la competitividad profesional.
- Mejora la coordinación entre el arquitecto y las distintas disciplinas. (Estructura, iluminación, fuerza (electricidad), plomería, aclimatación, sistemas especiales)
- Mejora la selección de materiales constructivos y acabados.
- Ayuda a controlar los costos de proyecto.

## Puntos de vista
Una vez culminado el proceso de modelado inicial comienzan a sugerirse puntos de vista interesantes, desde posiciones donde será visualizado en su entorno real, así como puntos de vista que comienzan a revelar puntos débiles que todavía requieren más diseño o una mejor solución, empiezan a verse cuáles elementos se ven fuera de proporción, que partes se ven mejor y peor estéticamente, empiezan a verse errores en ideas que parecían buenas en 2d pero en 3d obviamente requieren ajustarse y mejorarse. Empiezan a verse elementos estructurales que son innecesarios, y diferentes situaciones que varían de proyecto a proyecto.
Para ayudar a solucionar el diseño, se colocan cámaras desde distintos puntos de vista, desde la calle, desde lejos, desde atrás, desde arriba, desde adentro, y desde cualquier punto que parezca necesario. Todo esto es subjetivo y depende mucho del criterio estético y experiencia de la persona que lo está haciendo, y de la retroalimentación del arquitecto director.
Luego se sacan varias imágenes desde estos puntos de vista, se imprimen y se colocan junto con las todas las plantas secciones y fachadas del proyecto, se reúnen todos los profesionales participando en el proyecto, cada uno da su opinión y punto de vista, y se van tomando decisiones que mejoran detalles del proyecto, se toman apuntes y se modifican las plantas y fachadas si hay que modificarlas y se repite este proceso hasta alcanzado cierto nivel de detalle, y se pasa al siguiente paso.

## Verificación del Modelo Inicial
Hay proyectos donde no hay cabida para la experimentación con la forma porque ya ésta fue decidida desde antes de comenzar el modelo, en estos casos el modelo es una herramienta para simplemente visualizar en 3d lo que ya está definido de antemano, pero en proyectos donde todavía no está todo definido, el modelo 3d se vuelve una máquina de pensar, donde se ponen a prueba de todo tipo de ideas.
En este paso es donde se analizan muchas opciones, se hacen muchas pruebas, se descartan opciones, aquí es donde las malas ideas se caen por su propio peso, y las buenas ideas prevalecen, se resaltan y mejoran, se ajustan los tamaños y proporciones de los elementos de arquitectura que en plano se veían bien, pero desde otro punto de vista, como la de peatón por ejemplo, parecen muy pequeños o muy grandes. Este proceso se repite una y otra vez hasta que el proyecto se vea y se sienta que ya está diseñado, a escala, bien proporcionado, se experimentan con muchos materiales, colores, luces, situaciones de iluminación natural, amanecer, mediodía, anochecer, noche.
Se descartan muchas posibilidades que parecían viables antes de comenzar a modelar, pero surgen nuevas ideas al momento de comenzar a experimentar la tridimensionalidad del proyecto.
A medida que se van haciendo cambios, el arquitecto encargado del proyecto va actualizando las plantas y fachadas, es muy importante mantener la comunicación en ambos sentidos.
Actualmente hay herramientas que permiten modelar y realizar los dibujos técnicos al mismo tiempo, esta tecnología se llama BIM, que probablemente, es la dirección a la que está encaminado el proceso de desarrollo de los proyectos de arquitectura en el futuro, sin embargo esta práctica no tiene nada que ver con esta tecnología, ya que se enfoca en la parte media del anteproyecto.
Una vez listo el proceso de verificación ya se tiene un modelo tridimensional en blanco, del proyecto que está listo para ser enviado fuera de la oficina, en caso de ser necesario, para profesionales de iluminación, ingeniería ambiental, ingeniería estructural o cualquier otro profesional de otra disciplina que lo necesite para hacer presupuestos o cálculos.

## Modelado de Detalles
A partir de aquí se comienzan a modelar detalles más pequeños, se va entrando a solucionar formas que requieren más detalle que le van dando la textura al proyecto. También se comienzan a solucionar elementos más pequeños, Se comienzan a detallar las ventanas, puertas, columnas, muros cortinas, barandas, escaleras, conexiones estructurales críticas. El detalle en la arquitectura, es una parte integral de un proceso de diseño en curso. Así como no hay un único proceso para diseñar espacios, tampoco hay un proceso exacto para diseñar detalles. La habilidad para comunicar las intenciones de diseño al contratista o al fabricante es crítico para la finalización completa y eficiente del proceso de diseño.

## Definición de Sistemas Constructivos
Ganar un conocimiento útil de los materiales y métodos constructivos para estructuras es crucial y una necesidad para el arquitecto, ingeniero o constructor, y puede ser una tarea intimidante que hay que saber enfrentar y una vez decidida, mantener. El campo de la construcción ofrece una gran variedad de posibilidades y cambian tan rápido en los mercados que parece una tarea difícil de dominar. Cada vez más se introducen nuevos términos como sustentabilidad o sostenibilidad, Green building energía acumulada, LEED (Leadership in Energy & Environmental Design), huella de carbono, impacto ambiental, control de la radiación solar. Además de su interés tradicional en las cualidades estructurales y constructivas, ahora los diseñadores también deben tener en cuenta su energía, potencial de reciclaje y renovabilidad como recurso. El modelo 3d permite experimentar con distintos tipos de construcción para escoger el más viable y así comenzar a detallar los sistemas constructivos que se van a usar, y es una herramienta poderosa para sustentar la materialidad escogida por los diseñadores, tanto en el aspecto técnico, como en el aspecto práctico y estético.

## Materialidad
Los materiales tienen una gran importancia en cada obra de arquitectura, y es muy importante en el proceso de diseño explorar y experimentar la materialidad de la arquitectura. Se comienza a experimentar con la materialidad y colores de los acabados, recubrimientos y revestimientos de los elementos arquitectónicos.

## Iluminación Global
Conocida como GI (Global Ilumination) por sus siglas en inglés, que inciden en forma omnidireccional, o sea en todas direcciones iluminando suavemente las partes de la escena no iluminadas directamente por el sol, y llega hasta iluminar dentro de las edificaciones a través de las ventanas y aberturas.
La iluminación global es muy importante en la representación de la atmósfera donde se va a representar la visualización del proyecto, ya sea de noche o de día. Si está calculada físicamente correcta, le dará a los arquitectos y diseñadores una idea muy cercana de cómo debe iluminarse el proyecto durante los períodos nocturnos, y cómo influirá la orientación de la estructura en la incidencia directa del sol en las fachadas, aberturas y ventanas.

### Temperatura de color de la luz
La temperatura del color de la luz se mide en Kelvin desde que William Thompson Kelvin realizó que el carbón emite distintos colores dependiendo de su temperatura. En luz azul, los componentes rojo y verde de la fuente de luz son menores o inexistentes. Bajo estas circunstancias, todos los objetos verdes y rojos aparecerían negros.
Efecto de la temperatura del color
El color de la luz es muy importante, por ejemplo, para expresar el momento del día. El color de la luz de la mañana tiene una proporción distinta de rojo que la del anochecer. El color de la luz del día también depende del momento del año y el lugar en el planeta y las condiciones del clima.

### Sombra
La sombra es la ausencia de luz directa sin embargo un objeto en sombra es iluminado por la iluminación global que imita la luz refractando en el aire en todas direcciones. Las sombras juegan un papel muy importante, ellas indican la posición y el tipo de fuente de luz. Sin sombra, un rénder parece tener ninguna profundidad espacial.
Dependiendo del tipo de proyecto se selecciona cual es el escenario que vamos a usar para generar la iluminación.

## Rénder
El rénder es el proceso en el cual la computadora interpreta una escena 3d y crea una Imagen generada por computadora. Dependiendo del software utilizado estos procesos varían, pero siempre buscando que la Visualización logre representar las cualidades que el arquitecto diseñador pretende comunicar a los interesados.
Luego de renderizados los puntos de vista interesantes con las propiedades de materialidad, e iluminación seleccionadas se procede a procesar digitalmente la imagen para lograr un aspecto artístico según la intención que se quiere expresar.